# Voltaïque (recueil)
Voltaïque est un recueil de nouvelles d'Ousmane Sembène, paru en 1962 chez Présence africaine.  

## Historique de publication
Certaines nouvelles ont d'abord été publiées en revue avant de paraître dans le recueil Voltaïque. C'est le cas de « La mère » et de « La Noire de...», publiées respectivement en 1957 et 1961 dans la revue Présence africaine. 

## Contexte

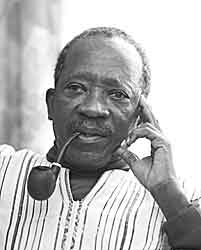
Ousmane Sembène photographié en 1987.

Le 20 août 1960, le Sénégal devient indépendant et la même année Sembène démissionne du PCF ainsi que des autres organisations culturelles et politiques dont il faisait partie. En 1961, Sembène retourne à Paris pour apprendre le métier de cinéaste: rejeté par les écoles de cinéma, il écrit à l'URSS, au Canada, aux États-Unis, à la Pologne et à la Tchécoslovaquie. Invité par l'URSS, au studio Gorki à Moscou, il suit une formation donnée par les cinéastes Serguei Guerassimov et Mark Donskoï. Il réalise en 1963 un film pour le gouvernement malien, L'Empire Sonhraï, qui ne sera finalement pas distribué. Toujours en 1963, il réalise le court-métrage Borom Sarret, qui, avec le long-métrage La Noire de...(1966) lui vaudra le titre de « père du cinéma africain » et de « pionnier »,.

## Thèmes

### Le rôle de la femme
Les nouvelles de Sembène montrent la femme sous deux facettes principales: la femme en tant que figure maternelle et la femme en tant qu’objet du désir masculin. Ceci est illustré dans « La Mère », avec le contraste entre le respect que projette la mère, et le rôle sexuel que les jeunes filles doivent porter avant de se marier. Ces dernières sont réduites à un objet de désir et de satisfaction masculine. Ce rôle est illustré également dans « Souleymane », où Souleymane abuse de jeunes filles et de ses nombreuses épouses. La femme est encore une fois réduite à son rôle sexuel - la quatrième femme de Souleymane, Yacine, se voit « remplacée » par la maîtresse de Souleymane à cause de son incapacité à le satisfaire. 

### L'abus de pouvoir institutionnel
Le thème de l’abus de pouvoir, notamment politique, est abordé dans plusieurs nouvelles. Dans « Prise de conscience », Ibra, ancien défenseur des inégalités salariales entre les Noirs et les Blancs, maintenant député, se retrouve à contribuer au même système qu’il critiquait autrefois. Il abuse de sa nouvelle supériorité lorsqu’il ment sur la réception d’un rapport, causant ainsi un tort à Malic. Dans « Communauté », l’illustre El Hadi Niara se sert de son statut pour imposer des règles de vie pour les rats: du haut de son autorité, il n’accepte pas d'être contredit par un rat. Dans « La Mère », le roi met en place des lois grotesques et malsaines pour satisfaire ses envies personnelles et ses caprices colériques: il massacre et exploite son peuple sans grandes répercussions, du moins jusqu'au soulèvement populaire.

### Le racisme et l'identité africaine
Dans ses nouvelles, Sembène aborde le thème du racisme, qui s'entrelace souvent avec d’autres problèmes sociaux, comme le sexisme, l’abus de pouvoir, ou l'écart des classes économiques. Dans « Chaïba », le protagoniste est discriminé par la police française lorsque, accusé d'anticolonialisme, il est rapatrié, bien que son ethnicité semble la cause véritable. 

## Nouvelles
Le recueil est composé de 13 nouvelles :

### Devant l'histoire
Devant le cinéma « Le Mali », un groupe de trois hommes observent un couple, Abdoulaye et Sakinétou. Ces derniers sont séparés lorsqu’un un homme très élégant, suivi de ses deux femmes et ses cinq enfants arrive. Ce soir-là, il y a Samson et Dalila au cinéma.  

### Un amour de la «Rue Sablonneuse»
Kiné, belle-fille d’El-Hadj Mar, propriétaire de la villa « Mariame Ba» , était admirée de tous pour sa beauté. Yoro, le fils du vieux charbonnier, venait jouer de la kora pour elle sous sa fenêtre. Les résidents de la rue Sablonneuse observaient leur amour, qui donnait tant de vie à la rue. La disparition mystérieuse des amoureux, après l’arrivée de nombreux ministres au palais de l’O.N.U., sembla jeter un sort à la rue, qui ne fit plus que se dégrader.

### Prise de conscience
Ibra, ancien ouvrier et pionnier de la lutte contre les inégalités salariales entre Noirs et Blancs, maintenant député, parle avec Malic, délégué des ouvriers de son usine. Ibra, qui était un jour à sa place est maintenant bien loin de toutes ces préoccupations: il ment sur la réception d’un rapport et fait perdre son statut de délégué à Malic. 

### La mère
Dans cette nouvelle, le narrateur parle d’un roi, despote fou. Il était craint de tous et à la suite d'une vive colère avait décidé de faire tuer tous les hommes de plus de 50 ans. Personne n’osait s’opposer à lui, jusqu’au jour où une mère, dont la fille avait été enlevée par le roi, lui tint tête. Elle lui fit un discours sur les mères puis prit la suite du roi à partie. Enfin, les sujets eurent le courage de se rebeller contre le roi, qui fut destitué.

### Ses trois jours
Noumbé, troisième femme de Moustaphe, attend ce dernier car il s'agit de « trois jours », jours que le mari passe exclusivement avec elle. Noumbé l'attend, et souffre de son absence. Moustaphe ne vient pas, il préfère passer ces jours avec sa dernière femme, plus jeune.

### Lettres de France
L’histoire de cette nouvelle de genre épistolaire est racontée à travers les lettres écrites par Nafi et adressées à sa « vieille amie » durant son séjour à Marseille avant l’indépendance du Sénégal. Dans ses lettres, Nafi raconte son quotidien difficile aux côtés de son époux Demba qui a 70 ans. Elle confie à son amie son mal du pays ainsi que la détresse qu’elle éprouve sachant que son père a négocié ses noces en échange d’une dot. De son union avec Demba naît sa fille, quelques jours avant la mort de ce dernier. Avec l’aide de Arona, le jeune ami de Demba, Nafi, maintenant veuve, retourne au Sénégal.  

### Communauté
L’illustre imam El Hadi Niara, au retour de la Mecque, décide de tenir une campagne de prédication pour préserver la vie des dieunahs, les rats. Profitant de la mêlée générale pendant une conférence de réconciliation, les chats entraînent la disparition des rats. 

### Chaïba
Cette nouvelle raconte de l’histoire de Chaïba, un algérien qui fut docker au port de Marseille pendant 25 ans. Il résidait en France avec sa femme et ses enfants où il vivait confortablement. Cette situation change abruptement lorsque la police française l’arrête et le rapatrie en l'accusant d'adhérer aux mouvements révolutionnaires et anticolonialiste. Le lecteur est informé de l’innocence de Chaïba, ce qui fait de lui une victime. 

### Mahmoud Fall
Mahmoud Fall est un jeune musulman qui va au Sénégal pour se faire passer comme marabout. Il prend le nom de Aïdra et dépouille les gens de leur richesse au nom de la religion. Une fois rassasié, il quitte le pays. Alors qu’il se repose pendant une nuit, les fétichistes Tièdes lui volent ses richesses et rasent sa tête. Mahmoud Fall finit par réaliser que ce malheureux épisode est une punition d'Allah. 

### Souleymane
La trame de cette nouvelle est centrée autour de Souleymane, un homme apparemment pieux et bon. Brusquement, il abandonne son travail d'entretien de la mosquée et se met à battre ses épouses tout en abusant des jeunes filles. Les fidèles imputent la cause de ce changement à ses épouses et pour corriger cette attitude, Yacine N’Doye lui est donnée comme quatrième épouse. Désespérée par l’incapacité sexuelle de Souleymane, Yacine commet un adultère après la naissance de leur premier enfant. Devant le tribunal des Sages, Souleymane demande le divorce et le remboursement de la dot. Yacine, de retour au sein de sa famille, s'oppose puisque sa virginité ne peut lui être restituée. 

### La Noire de... (1961)
L'intrigue est centrée autour de Diouana Gomis, une jeune femme casamançaise, qui devient la bonne d’une famille française. Elle quitte Dakar pour suivre cette famille en France. Au Sénégal, avant l'Indépendance, elle travaillait pour ses patrons en tant que nourrice et s’attendait à faire ce même travail à Antibes. Une fois arrivée en Europe, elle découvre très vite que ses patrons n’ont pas les moyens d’employer un personnel complet en France et qu’ils s’attendent donc à ce qu’elle occupe le rôle de « bonne à tout faire ». Alors qu’elle espérait découvrir cette belle France qui n’existait que dans sa tête, elle se retrouve enfermée dans un petit appartement à exécuter les mêmes tâches ménagères à longueur de journée. Déprimée, elle finit par se suicider. La nouvelle de son suicide est rapportée dans le quotidien local : « À Antibes, une Noire nostalgique se tranche la gorge » (p. 184)

#### Thème deLa Noire de...
- Le néocolonialisme

Ousmane Sembène aborde des préoccupations contemporaines qui concernent la société postindépendance sénégalaise. Il montre ce n’est plus le racisme et la dominations directs qui menacent l’Afrique, mais plutôt l’hypocrisie du monde occidental qui déguise ses pratiques néo-colonialistes en « assistance technique ». C’est donc un racisme sournois, oscillant entre le paternalisme et l’humiliation, qui est pratiqué par les patrons français de Diouana. Par exemple, sa patronne s’acharne à mal prononcer son nom: « «Douna », l’appelait Mademoiselle. Impossible qu’elle dise: Di-ou-a-na. » De plus, il arrive souvent que ses patrons parlent d’elle comme si elle ne pouvait les comprendre. 
- Les institutions de pouvoir et l’aliénation

Écrivain marxiste, Sembène critique les institutions de pouvoir dans ses œuvres. Enfermée dans un appartement aux Antibes à exécuter une quantité énorme de tâches ménagères pour un maigre salaire, Diouana est séparée non seulement de sa famille mais aussi d’un semblant d’humanité et d’empathie. Ses patrons s’attendent à ce que leur bonne soit reconnaissante devant l’occasion d’aller en France et ne se préoccupe pas du tout de sa souffrance. Le suicide de Diouana met en évidence le drame de l’aliénation. Le spectateur ressent une profonde injustice, mais il n’y a pas de responsables matériels. 

#### Adaptation cinématographique
- Synopsis et différence avec le film

Ousmane Sembène a réalisé la version cinématographique de la nouvelle en 1966: La Noire de... est le premier long métrage provenant de l’Afrique sub-saharienne et le premier film africain à retenir l’attention de la critique occidentale. L’œuvre fut très bien accueillie à sa sortie et remporta plusieurs récompenses, dont le prix Jean Vigo en 1966 pour meilleur long métrage.

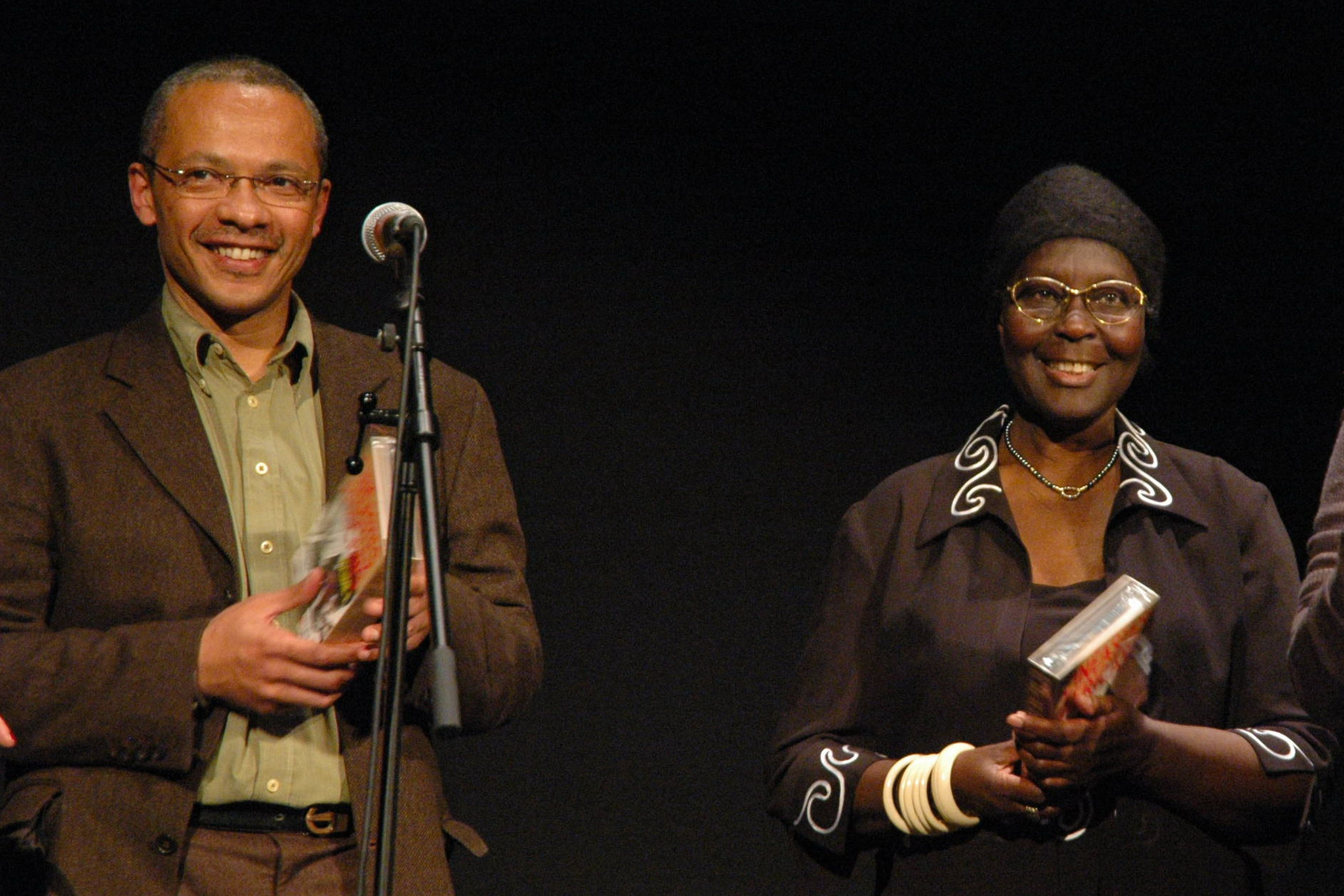
Le fils d'Ousmane Sembène et Mbissine Thérèse Diop.

Dans l’adaptation cinématographique de la nouvelle, Sembène adopte de nouveau une structure de flash-back mais plus complexe. Le film commence avec l’arrivée de Diouana, jouée par Mbissine Thérèse Diop, en France. Les flash-backs sur sa vie au Sénégal, sont entremêlés avec des scènes de sa nouvelle vie, pour montrer l’image qu’elle avait auparavant d’une France pleine de promesses. Au lieu de la narration à la troisième personne employée dans la nouvelle, on entend les pensées de Diouana par le biais de la voix off qui communique son désespoir. Cette détresse est en partie causée par un sentiment d’étouffement que la caméra capture avec efficacité en montrant que Diouana est confinée dans le petit appartement français de ses patrons. Le film se clôt quand l’employeur de Diouana revient à Dakar pour payer sa famille et leur remettre le masque qu’elle avait offert à ses patrons. La famille refuse l’argent et « Monsieur » retourne sur le bateau pour quitter Dakar. Dans une longue séquence, la caméra fait des va-et-vient entre le Français, visiblement mal à l’aise, et le masque porté par le jeune garçon qui le suit. 
À l’origine, ce film en noir et blanc incluait quelques scènes tournées en rose pour montrer qu’avant son déménagement en France, Diouana voyait la vie en rose. Sembène a finalement coupé ces scènes pour abréger la durée du long métrage.
- Ousmane Sembène cinéaste

Ousmane Sembène était uniquement attiré par la littérature au début de sa carrière. Il change d’idée en 1961 alors qu’il fait le tour du continent africain. Au moment où il navigue sur le fleuve Congo, l’écrivain dit avoir eu une vision: des paysages, des gens, des mouvements et des sons auxquels aucune œuvre littéraire n’aurait pu rendre justice. Il réalise alors l’importance de développer un véritable cinéma africain : sa vision n’était pas celle de films hollywoodiens visant le divertissement, mais plutôt des films qui endosseraient le rôle « d’école du soir.» Son objectif devient alors celui d’éduquer les masses :

« Comment parler à tous les Africains? Les langues limitent la compréhension. [...] Le cinéma est l’art populaire le plus proche de nous. [...] Le cinéma est une école du soir permanente. Les gens participent. »

### Nostalgie
C’est un hommage rendu à Diouana et à tous ses frères qui ont eux aussi cru à l’imaginaire merveilleux de la France et qui ont rendu l’âme. Contrairement aux autres textes du recueil qui sont des nouvelles, « Nostalgie » est un poème.  

### Le Voltaïque
Au Sénégal, après l’indépendance, des villageois se réunissent sous l’arbre à palabres et abordent plusieurs sujets concernant l’Afrique. Saër questionne l’origine des balafres, mais la réponse des autres ne le satisfait pas. Il raconte donc à son tour le récit de l’apparition des balafres qui remontent à l’époque de l’esclavage. À cette époque, un certain Amoo, après avoir tué sa femme pour éviter qu’elle devienne la captive des marchands d’esclaves, taillade le corps de sa fille pour la soustraire à l’esclavage. Ainsi, les balafres qui représentent des signes de noblesse dans la société africaine sont avant tout des signes de résistance.